# ANAPC15
ANAPC15 (англ. Anaphase promoting complex subunit 15) – білок, який кодується однойменним геном, розташованим у людей на 11-й хромосомі. Довжина поліпептидного ланцюга білка становить 121 амінокислот, а молекулярна маса — 14 281.
| 10         |  | 20         |  | 30         |  | 40         |  | 50         |
| ---------- |  | ---------- |  | ---------- |  | ---------- |  | ---------- |
| MSTLFPSLFP |  | RVTETLWFNL |  | DRPCVEETEL |  | QQQEQQHQAW |  | LQSIAEKDNN |
| LVPIGKPASE |  | HYDDEEEEDD |  | EDDEDSEEDS |  | EDDEDMQDMD |  | EMNDYNESPD |
| DGEVNEVDME |  | GNEQDQDQWM |  | I          |  |            |  |            |

A: Аланін

C: Цистеїн

D: Аспарагінова кислота

E: Глутамінова кислота

F: Фенілаланін

G: Гліцин

H: Гістидин

I: Ізолейцин

K: Лізин

L: Лейцин

M: Метіонін

N: Аспарагін

P: Пролін

Q: Глутамін

R: Аргінін

S: Серин

T: Треонін

V: Валін

W: Триптофан

Задіяний у таких біологічних процесах, як клітинний цикл, поділ клітини, мітоз, альтернативний сплайсинг. 